# Football Club Turris 1944 1987-1988
Questa voce raccoglie le informazioni riguardanti la Football Club Turris 1944 nelle competizioni ufficiali della stagione 1987-1988.

## Rosa
| N. |                   | Ruolo | Calciatore              |
| -- | ----------------- | ----- | ----------------------- |
|    | Italia (bandiera) | A     | Raimondo Acampora       |
|    | Italia (bandiera) | C     | Marco Calandrelli       |
|    | Italia (bandiera) |       | Cappuccio               |
|    | Italia (bandiera) | D     | Maurizio Carlà          |
|    | Italia (bandiera) | D     | Francesco Cetronio      |
|    | Italia (bandiera) | A     | Domenico Citarelli      |
|    | Italia (bandiera) | A     | Giuseppe Contino        |
|    | Italia (bandiera) | C     | Vincenzo Coscia         |
|    | Italia (bandiera) | C     | Cuono Di Costanzo       |
|    | Italia (bandiera) | A     | Francesco Di Rienzo (I) |
|    | Italia (bandiera) | D     | Antonio Esposito        |

| N. |                   | Ruolo | Calciatore        |
| -- | ----------------- | ----- | ----------------- |
|    | Italia (bandiera) | D     | Marcello Esposito |
|    | Italia (bandiera) | C     | Fabrizio Fabris   |
|    | Italia (bandiera) | D     | Carmine Falso     |
|    | Italia (bandiera) | D     | Stefano Liquidato |
|    | Italia (bandiera) | P     | Francesco Priore  |
|    | Italia (bandiera) | C     | Mauro Ruffelli    |
|    | Italia (bandiera) | A     | Gennaro Russo     |
|    | Italia (bandiera) | C     | Angelo Scordino   |
|    | Italia (bandiera) | P     | Vincenzo Strino   |
|    | Italia (bandiera) | C     | Daniele Tani      |

## Risultati

### Campionato

#### Girone di andata
| 20 settembre 1987 1ª giornata | Turris | 2 – 4 | Sorrento |  |

| 27 settembre 1987 2ª giornata | Atletico Catania | 2 – 1 | Turris |  |

| 4 ottobre 1987 3ª giornata | Turris | 0 – 0 | Giarre |  |

| 11 ottobre 1987 4ª giornata | Palermo | 2 – 0 | Turris |  |

| 18 ottobre 1987 5ª giornata | Turris | 4 – 1 | Pro Cisterna |  |

| 25 ottobre 1987 6ª giornata | Valdiano 85 | 1 – 1 | Turris |  |

| 1º novembre 1987 7ª giornata | Turris | 1 – 0 | Afragolese |  |

| 8 novembre 1987 8ª giornata | Ercolanese | 3 – 3 | Turris |  |

| 15 novembre 1987 9ª giornata | Turris | 2 – 1 | Siracusa |  |

| 22 novembre 1987 10ª giornata | Benevento | 0 – 0 | Turris |  |

| 29 novembre 1987 11ª giornata | Turris | 2 – 0 | Juventus Stabia |  |

| 6 dicembre 1987 12ª giornata | Turris | 1 – 0 | Vigor Lamezia |  |

| 13 dicembre 1987 13ª giornata | Trapani | 1 – 1 | Turris |  |

| 20 dicembre 1987 14ª giornata | Turris | 1 – 0 | Cavese |  |

| 3 gennaio 1988 15ª giornata | Latina | 1 – 1 | Turris |  |

| Arbitro: | Mughetti (Cesena) |

|           |           |               |
| Tanti 21’ | Marcatori | 47’ D'Isidoro |

| 17 gennaio 1988 17ª giornata | Kroton | 2 – 0 | Turris |  |

#### Girone di ritorno
| 24 gennaio 1988 18ª giornata | Sorrento | 0 – 0 | Turris |  |

| 31 gennaio 1988 19ª giornata | Turris | 1 – 0 | Atletico Catania |  |

| 7 febbraio 1988 20ª giornata | Giarre | 1 – 0 | Turris |  |

| 21 febbraio 1988 21ª giornata | Turris | 1 – 1 | Palermo |  |

| 28 febbraio 1988 22ª giornata | Pro Cisterna | 2 – 0 | Turris |  |

| 6 marzo 1988 23ª giornata | Turris | 0 – 0 | Valdiano 85 |  |

| 13 marzo 1988 24ª giornata | Afragolese | 1 – 0 | Turris |  |

| 20 marzo 1988 25ª giornata | Turris | 1 – 0 | Ercolanese |  |

| 2 aprile 1988 26ª giornata | Siracusa | 3 – 0 | Turris |  |

| 10 aprile 1988 27ª giornata | Turris | 1 – 0 | Benevento |  |

| 17 aprile 1988 28ª giornata | Juventus Stabia | 0 – 1 | Turris |  |

| 24 aprile 1988 29ª giornata | Vigor Lamezia | 1 – 0 | Turris |  |

| 8 maggio 1988 30ª giornata | Turris | 1 – 2 | Trapani |  |

| 15 maggio 1988 31ª giornata | Cavese | 0 – 0 | Turris |  |

| 22 maggio 1988 32ª giornata | Turris | 0 – 0 | Latina |  |

| Arbitro: | Bortoli (Schio) |

|            |           |            |
| Angora 84’ | Marcatori | 30’ Fabris |

| 5 giugno 1988 34ª giornata | Turris | 2 – 0 | Kroton |  |